# Zachery Peacock
Zachery Xavier Peacock II (Miami, Florida, 13 de octubre de 1987) es un baloncestista estadounidense, que actualmente se encuentra sin equipo. Con 2,03 metros de estatura, juega en la posición de ala-pívot.

## Trayectoria deportiva

### Universidad
Jugó cuatro temporadas con los Yellow Jackets del Instituto de Tecnología de Georgia, en las que promedió 8,3 puntos y 3,9 rebotes por partido,

### Profesional
Tras no ser elegido en el Draft de la NBA de 2010, el 2 de agosto firmó su primer contrato profesional con los Gießen 46ers de la Basketball Bundesliga alemana, donde jugó una temporada en la que promedió 13,7 puntos y 6,4 rebotes por partido.
En septiembre de 2011 cambió de equipo dentro de la liga alemana, al fichar por el Eisbären Bremerhaven por una temporada, en la que promedió 11,8 puntos y 5,4 rebotes por partido. en octubre de 2012 volvió a cambiar de equipo dentro de la BBL, firmando con los Skyliners Frankfurt, disputando una temporada en la que promedió 15,4 puntos y 5,2 rebotes por encuentro.
Al año siguiente se marchó a jugar al S.O.M. Boulogne de la Pro B, la segunda categoría del baloncesto francés, donde jugó una temporada en la que promedió 20,0 puntos y 8,0 rebotes, siendo elegido mejor jugador extranjero de la competición, logrando además el ascenso a la Pro A.
En junio de 2014 se anuncia su fichaje por el Cholet Basket de la Pro A, pero en enero de 2015, tras una discusión con un compañero de equipo, Nick Minnerath, es primero suspendido y finalmente despedido. Una semana después fichó por el equipo turco del Meliksa Universitesi Kayseri, donde acabó la temporada promediando 15,6 puntos y 8,9 rebotes por partido.
En junio de 2015 regresó a Francia para firmar por dos temporadas con el JL Bourg Basket de la Pro B, logrando un año más tarde el ascenso a la Pro A, renovando por una temporada.
El 26 de julio de 2021, después de 6 temporadas en las filas del JL Bourg Basket, firma un contrato por el Le Mans Sarthe Basket de la PRO A francesa.